# Among the Sleep
Among the Sleep (укр. Посеред сну) — однокористувацька пригодницька хорор гра, розроблена норвезькою студією Krillbite Studio. Гравець грає 2-ох річною дівчинкою, яка розшукує свою маму.